# Sikonge (Tansania)
Sikonge ist eine Siedlung im gleichnamigen Distrikt, der in der Region Tabora in Tansania liegt. Zur Zeit der Volkszählung im Jahr 2012 lebten 9331 Menschen in der Stadt.

## Geschichte
Das Stadtgebiet von Sikonge gliedert sich in zwei Teile, das Missionsviertel und das Marktviertel. Zur deutschen Kolonialzeit hatte die Herrnhuter Brüdergemeine ihre Kirche und ihre Mission neben der Stadt errichtet. In der Folge wuchs die Siedlung dort durch den Bau von Schulen, einem Krankenhaus und einer Krankenpflegeschule sowie Wohnungen. Im Marktviertel hatten arabische Händler ihren traditionellen Markt, ihre Lagerhäuser und Wohnungen. Weiterhin gibt es in dem Viertel eine staatliche Sekundarschule, eine Bank, die Gerichte und eine römisch-katholische Kirche.

## Verwaltungsgliederungen
Der Bezirk Sikonge ist in die Stadt Sikonge und drei Dörfer unterteilt: Mlogolo, Mkolye und Igalula.